# Saint-Austremoine
Saint-Austremoine is een gemeente in het Franse departement Haute-Loire (regio Auvergne-Rhône-Alpes) en telt 50 inwoners (2009). De plaats maakt deel uit van het arrondissement Brioude.

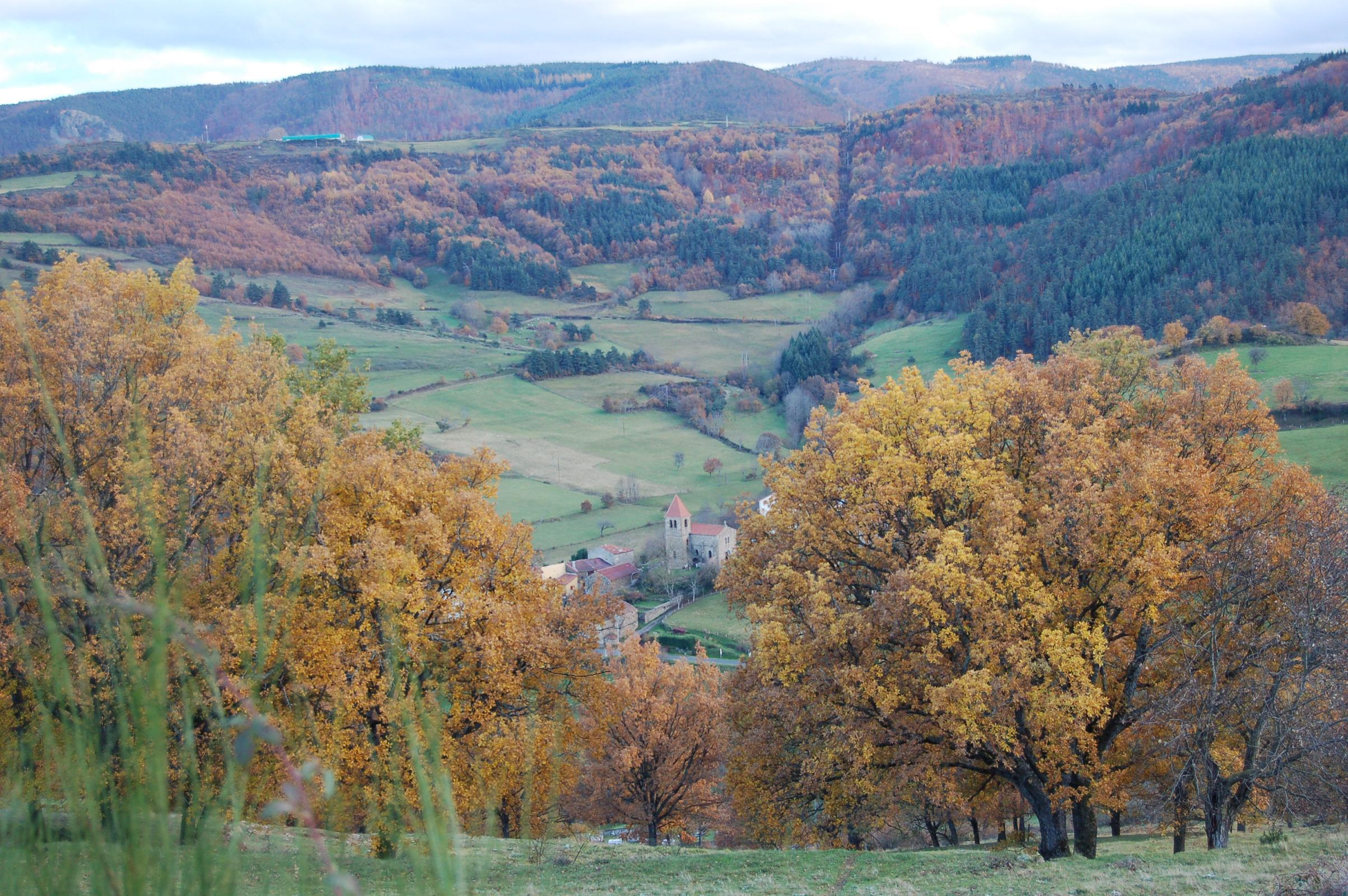
Saint-Austremoine (dorpje in het midden van de foto)
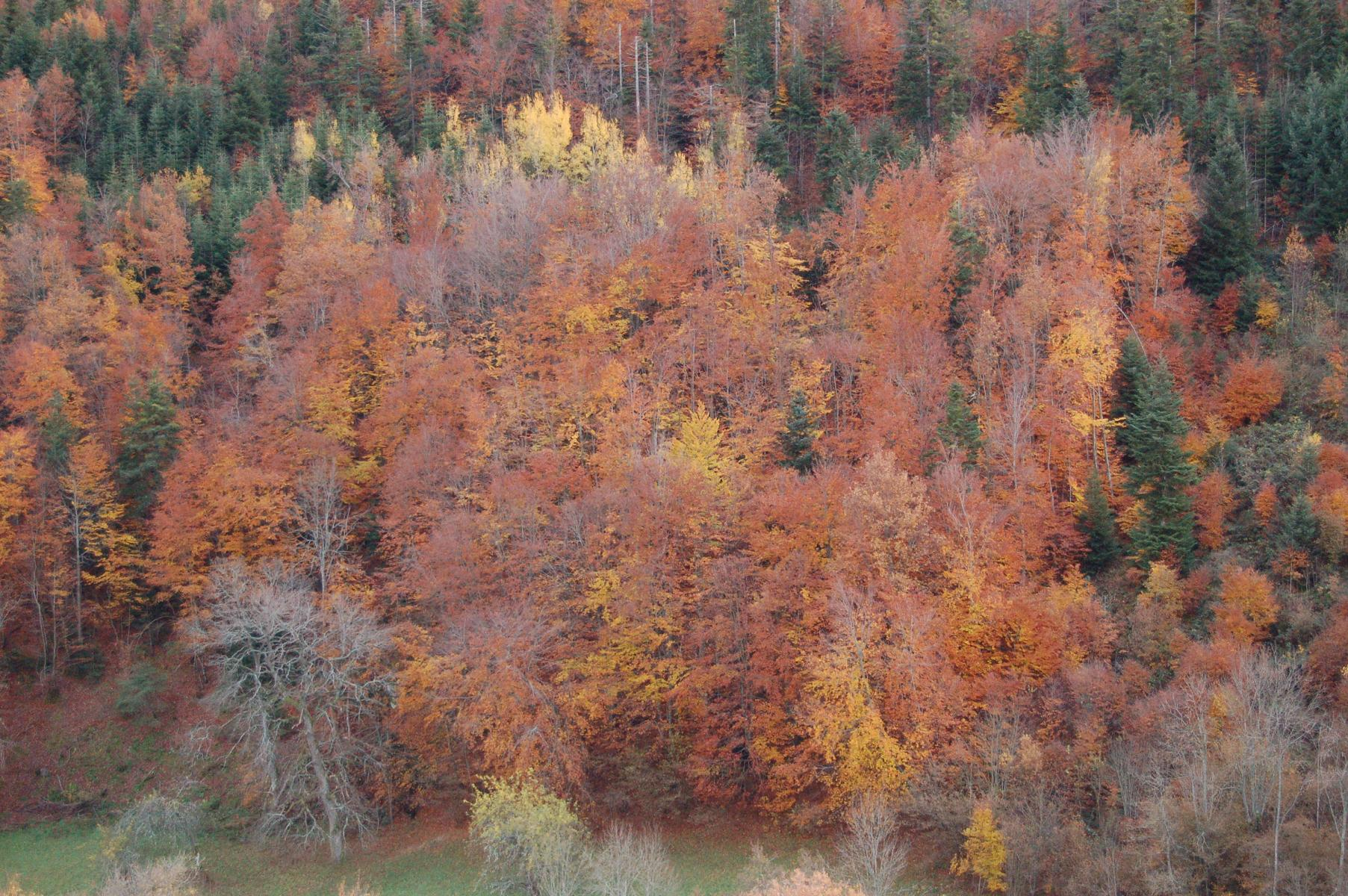
Bos bij Saint-Austremoine
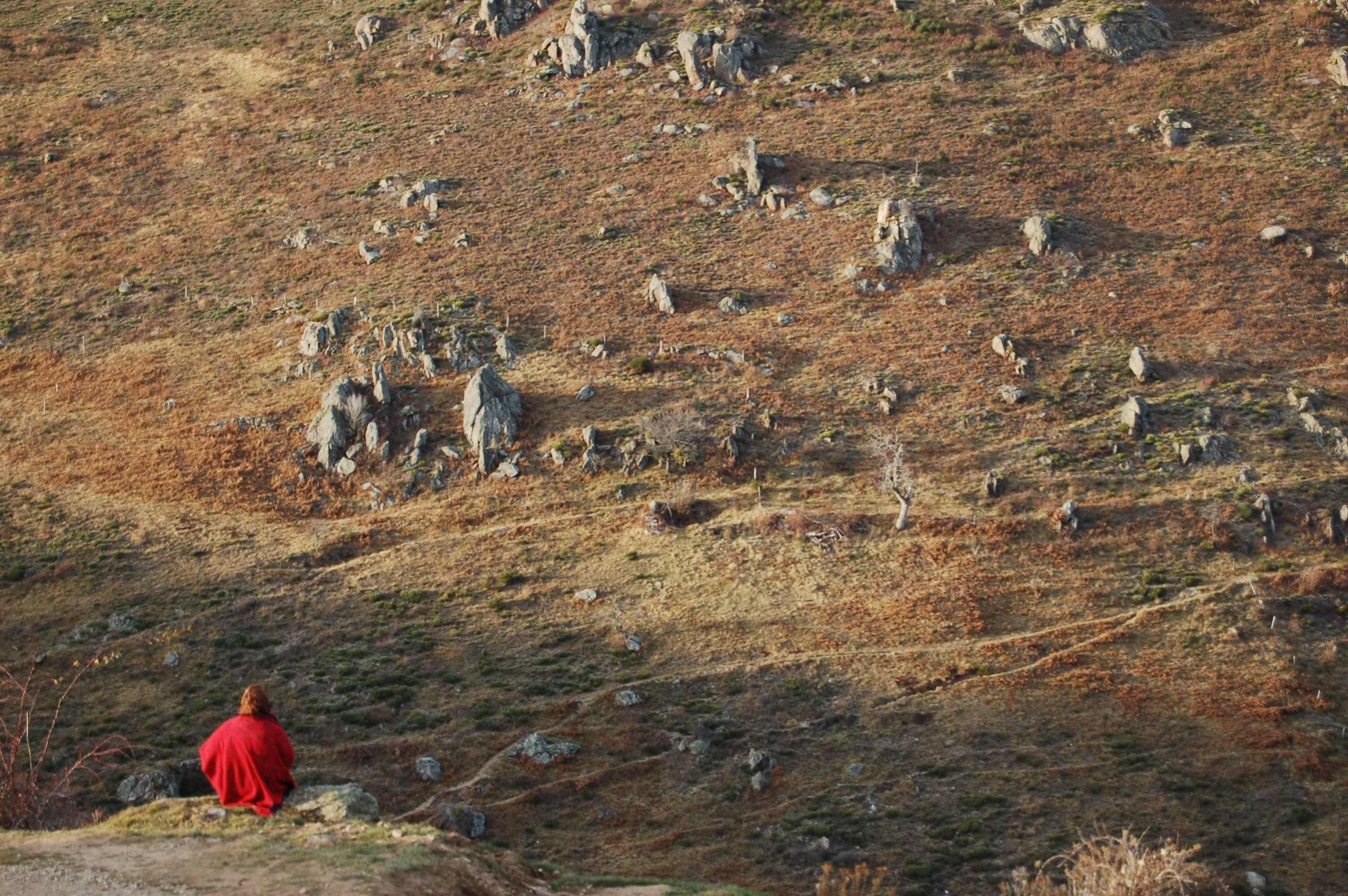

## Geografie
De oppervlakte van Saint-Austremoine bedraagt 11,4 km², de bevolkingsdichtheid is dus 4,4 inwoners per km².
De onderstaande kaart toont de ligging van Saint-Austremoine met de belangrijkste infrastructuur en aangrenzende gemeenten.

## Demografie
Onderstaande figuur toont het verloop van het inwonertal (bron: INSEE-tellingen).